# Danh sách bài hát của Daft Punk

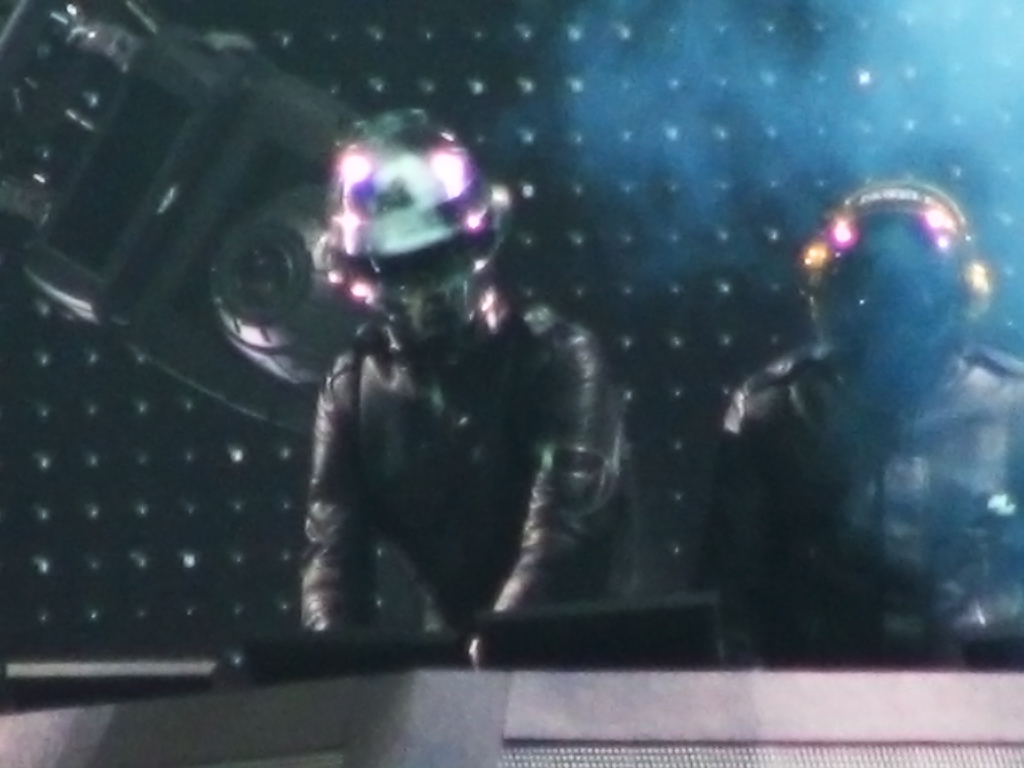
Thomas Bangalter (trái) và Guy-Manuel de Homem-Christo tại buổi biểu diễn ở Coachella 2006.

Daft Punk là một ban nhạc điện tử Pháp đã thu âm hơn 90 bài hát từ năm 1994 đến năm 2021. Bộ đôi đã có ảnh hưởng trong các thể loại nhạc dance và house Pháp. Sau khi ban nhạc Darlin' thành lập năm cùng với Laurent Brancowitz tan rã vào năm 1993, Bangalter và de Homem-Christo thành lập Daft Punk. Đĩa đơn đầu tiên của bộ đôi, "The New Wave", được phát hành vào năm 1994. Đĩa đơn tiếp theo của họ, "Da Funk", là đĩa đơn thành công đầu tiên về mặt thương mại và hiện được coi là một tác phẩm kinh điển của dòng nhạc house. Sau thành công của "Da Funk", Daft Punk đã phát hành album phòng thu đầu tiên của họ, Homework, vào năm 1997. Những bài hát của album được lấy cảm hứng từ nhạc funk và dance. Homework đã thu hút sự chú ý trên toàn thế giới đối với nhạc house của Pháp.
Album tiếp theo, Discovery, được phát hành vào năm 2001. Album lấy cảm hứng đáng kể từ nhạc disco và mang phong cách bóng bẩy hơn. Discovery được hỗ trợ bởi bộ phim hoạt hình Interstella 5555: The 5tory of the 5ecret 5tar 5ystem. Cuối năm đó, nhóm phát hành album trực tiếp đầu tiên, Alive 1997. Album chứa một đoạn trích dài 45 phút từ một buổi biểu diễn trực tiếp năm 1997. Album thứ ba của bộ đôi, Human After All, được phát hành vào năm 2005. Được sáng tác chỉ trong sáu tuần, các bài hát của album được mô tả là lặp đi lặp lại và tối giản, và ít được chú trọng hơn Homework và Discovery. Các bài hát trong album sau đó sẽ được sử dụng cho album trực tiếp thứ hai của nhóm, Alive 2007.
Năm 2010, bộ soạn nhạc cho bộ phim Tron: Legacy của Disney; album nhạc phim được phát hành vào cuối năm đó. Các bài hát trong album được mô tả là "bay bổng và bất tường" và lấy cảm hứng từ âm nhạc cổ điển hiện đại. Trong thời gian này, bộ đôi đã thu âm một bài hát có tên "Computerized" với rapper người Mỹ Jay-Z; bài hát không được phát hành chính thức. Ban nhạc đã phát hành album phòng thu thứ tư của họ, Random Access Memories, vào năm 2013. Album khác với các tác phẩm trước đó của bộ đôi bằng cách sử dụng nhạc cụ trực tiếp và một loạt các nhạc sĩ khách mời, bao gồm Pharrell Williams, Nile Rodgers, Julian Casablancas và Giorgio Moroder trong các bài hát "Lose Yourself to Dance", "Instant Crush" và "Giorgio by Moroder". Cùng với đĩa đơn chính, "Get Lucky", album là một thành công lớn về mặt thương mại và trong giới phê bình, đứng đầu nhiều bảng xếp hạng cuối năm và mang về cho nhóm nhiều giải Grammy. Bài hát "Horizon" được phát hành dưới dạng bài hát phụ trên phiên bản Nhật Bản của Random Access Memories. Kể từ năm 2013, bộ đôi đã hợp tác với nhiều nghệ sĩ, chẳng hạn như the Weeknd, là nghệ sĩ nổi bật trong các bài hát "Starboy" và "I Feel It Coming" từ album Starboy ra mắt năm 2016. Bộ đôi tuyên bố giải thể vào tháng 2 năm 2021.

## Bài hát

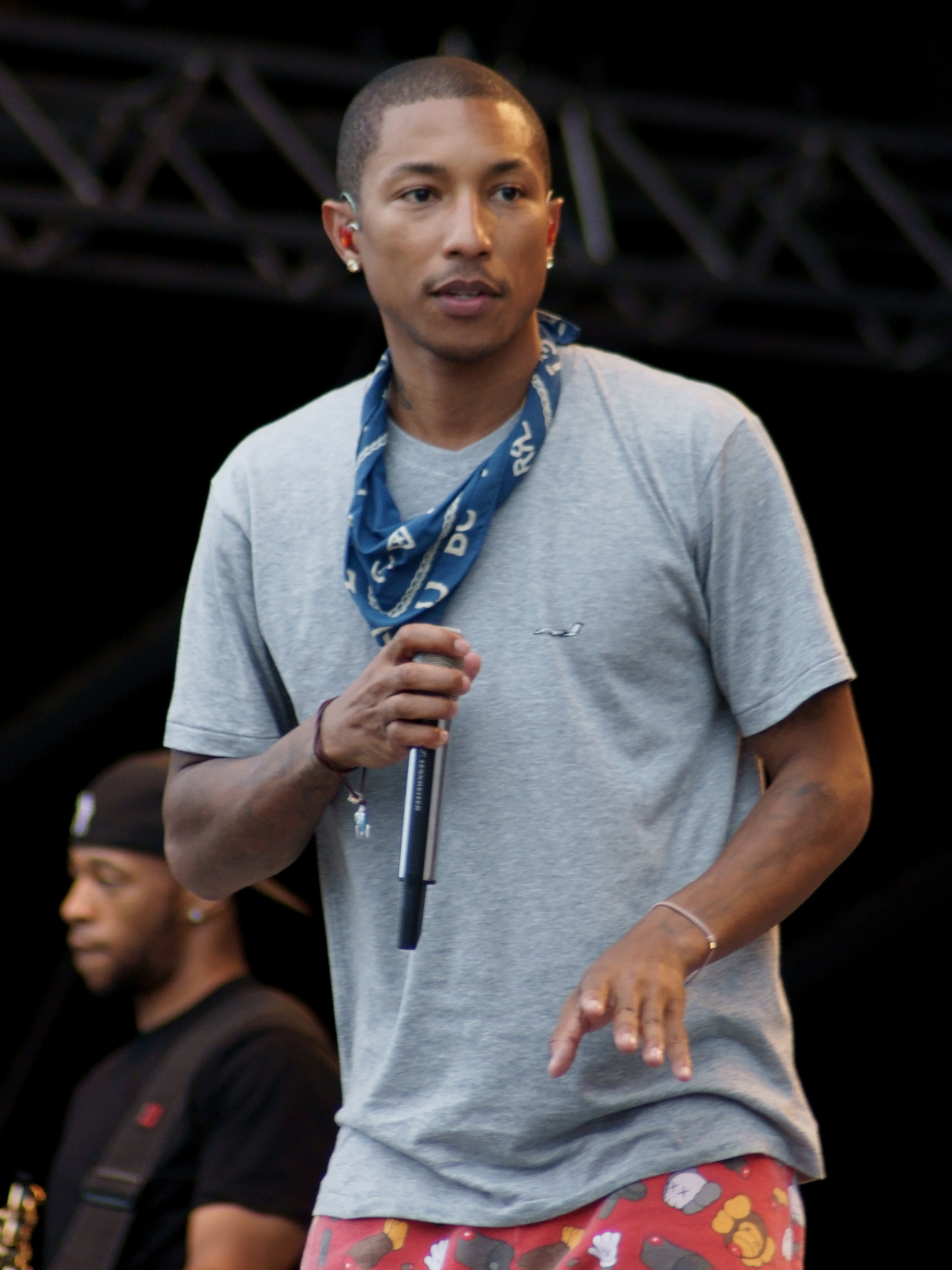
Pharrell Williams là giọng hát chính trong "Get Lucky" và "Lose Yourself to Dance" của album Random Access Memories.

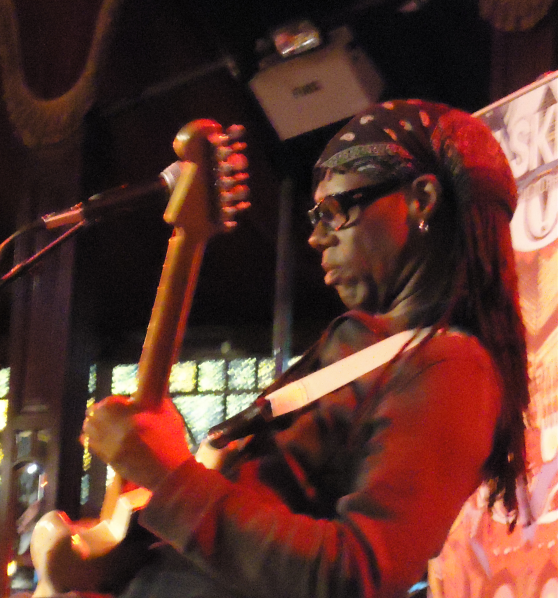
Nile Rodgers đã hợp tác với Daft Punk cho album Random Access Memories.

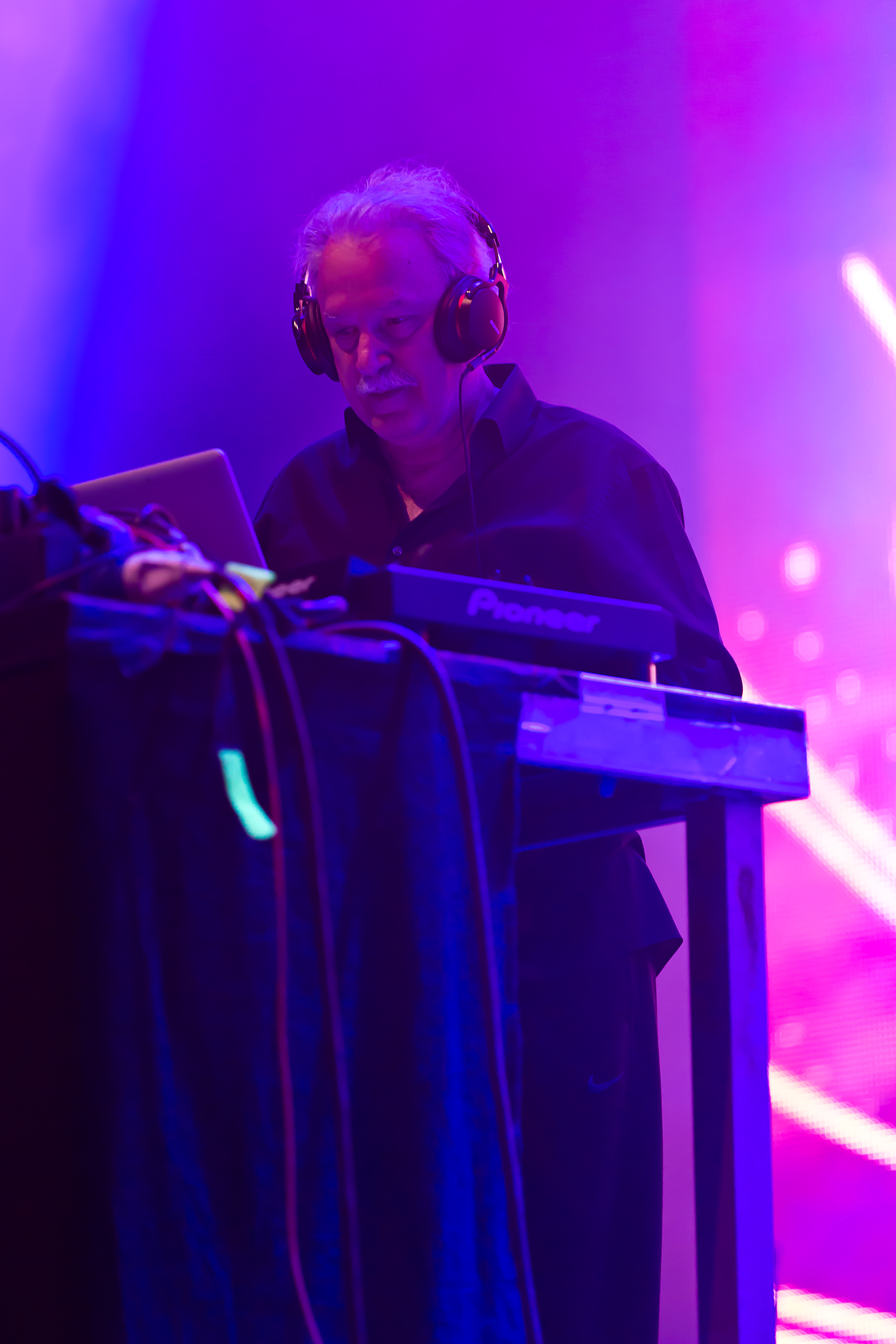
Bài hát "Giorgio by Moroder" có một đoạn độc thoại từ Giorgio Moroder.

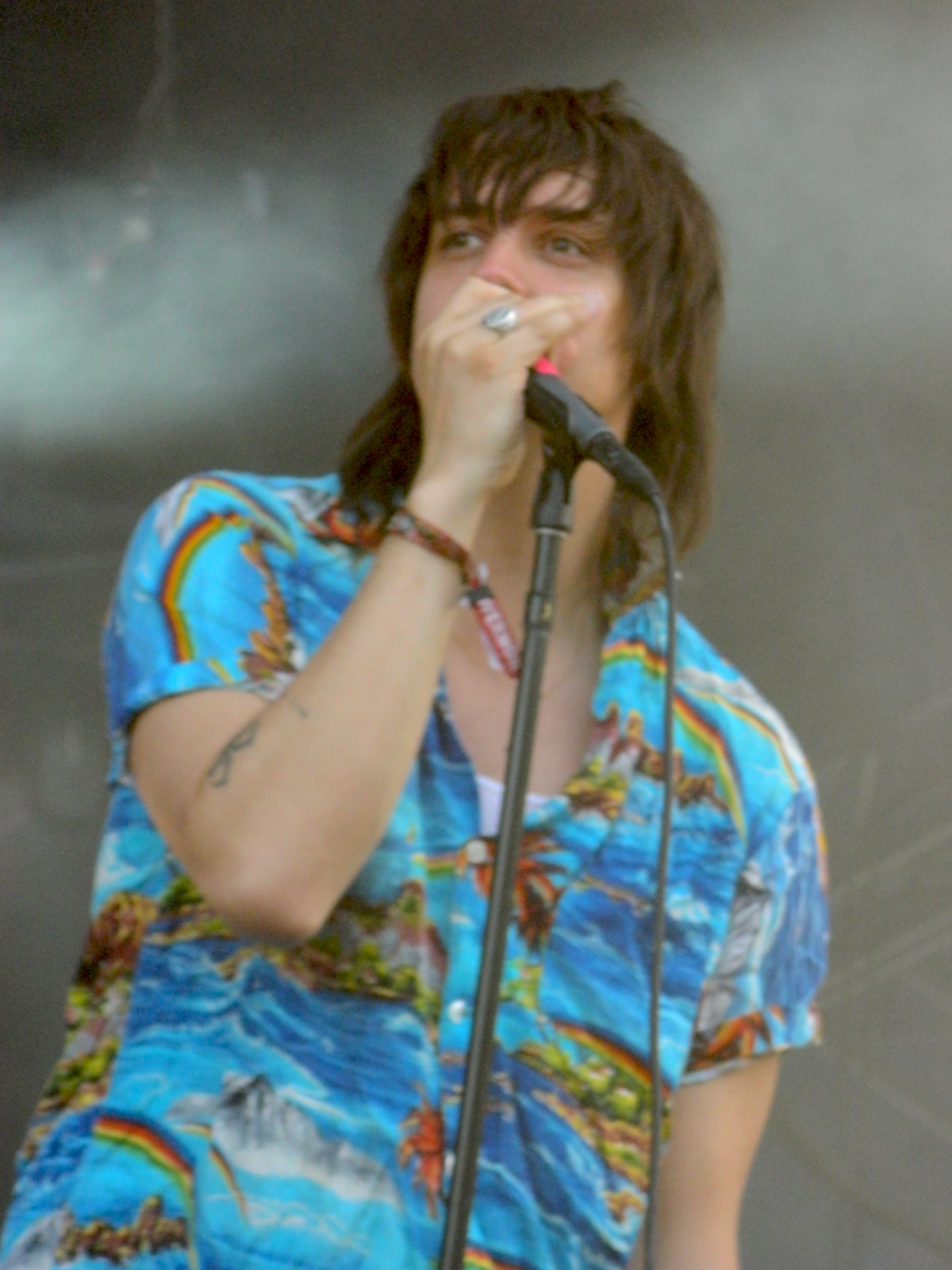
Daft Punk đã hợp tác với Julian Casablancas để sản xuất "Instant Crush".

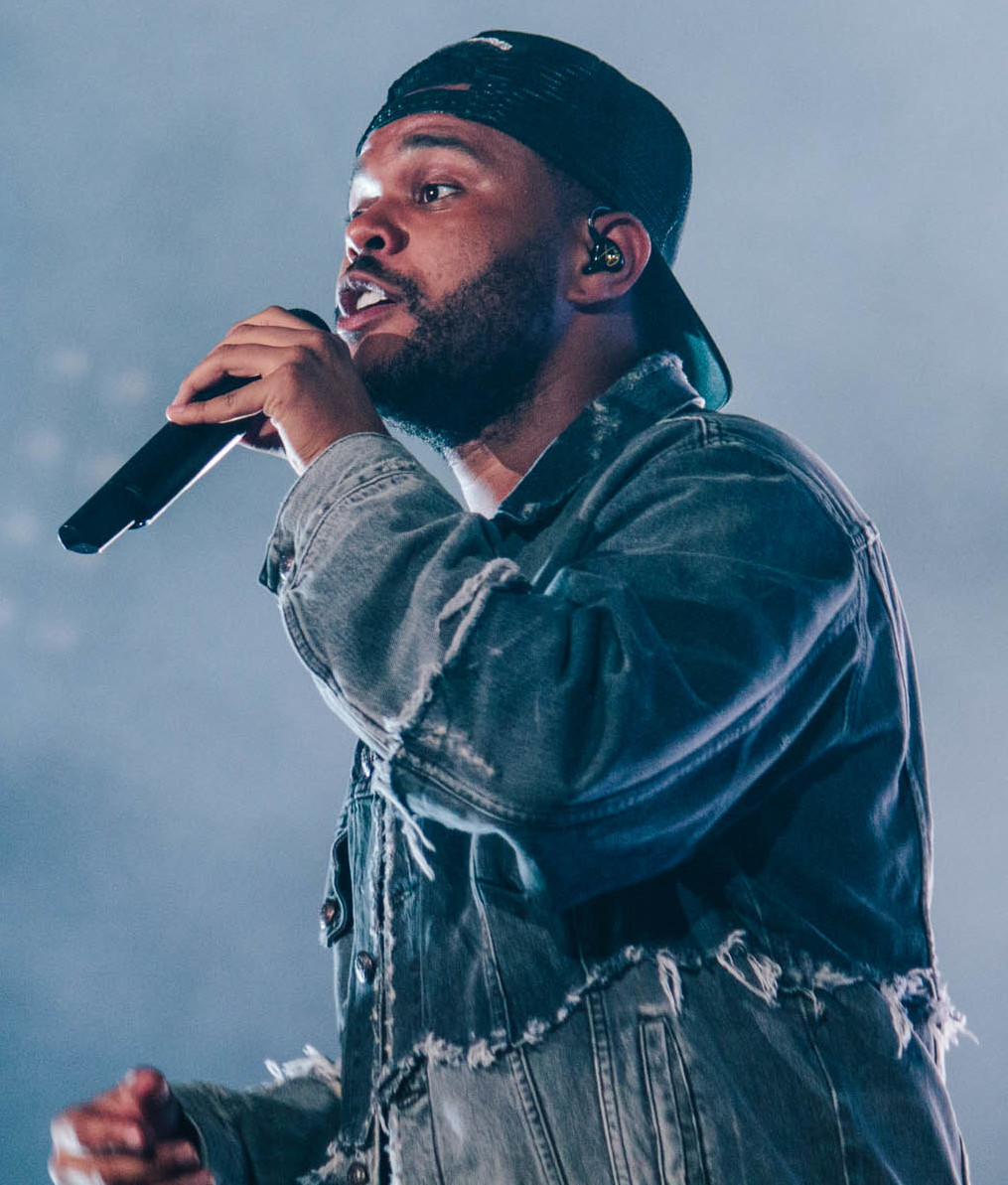
Daft Punk đã hợp tác với the Weeknd trong các bài hát "Starboy" và "I Feel It Coming" trong album Starboy.

| Song released as a single | Được ra mắt dưới dạng đĩa đơn |
| ‡                         | Được viết bởi nhiều người     |

| Bài hát                                                  | (Những) tác giả                                                         | Bản phát hành gốc                                           | Năm  | Tham khảo |
| -------------------------------------------------------- | ----------------------------------------------------------------------- | ----------------------------------------------------------- | ---- | --------- |
| "Adagio for Tron"                                        | Daft Punk                                                               | Tron: Legacy (nhạc phim)                                    | 2010 | [ 20 ]    |
| "Aerodynamic"                                            | Daft Punk                                                               | Discovery                                                   | 2001 | [ 21 ]    |
| "Aerodynamite"                                           | Daft Punk                                                               | Mặt B của "Aerodynamic"                                     | 2001 | [ 22 ]    |
| "Alive"                                                  | Daft Punk                                                               | Mặt B của "The New Wave"                                    | 1994 | [ 23 ]    |
| "Arena"                                                  | Daft Punk                                                               | Tron: Legacy (nhạc phim)                                    | 2010 | [ 20 ]    |
| "Armory"                                                 | Daft Punk                                                               | Tron: Legacy (nhạc phim)                                    | 2010 | [ 20 ]    |
| "Around the World"                                       | Daft Punk                                                               | Homework                                                    | 1997 | [ 24 ]    |
| "Arrival"                                                | Daft Punk                                                               | Tron: Legacy (nhạc phim)                                    | 2010 | [ 20 ]    |
| "Assault"                                                | Daft Punk                                                               | Mặt B của "The New Wave"                                    | 1994 | [ 23 ]    |
| "ß Wax" (hợp tác với DJ Kevin)                           | Daft Punk DJ Kevin                                                      | Two Years Together (tổng hợp)                               | 1995 | [ 25 ]    |
| "Beyond"                                                 | Daft Punk Christopher Paul Caswell Paul Williams Jr. ‡                  | Random Access Memories                                      | 2013 | [ 26 ]    |
| "The Brainwasher"                                        | Daft Punk                                                               | Human After All                                             | 2005 | [ 27 ]    |
| "Burnin'"                                                | Daft Punk                                                               | Homework                                                    | 1997 | [ 24 ]    |
| "Castor"                                                 | Daft Punk                                                               | Tron: Legacy (nhạc phim) (Phiên bản đặc biệt)               | 2010 | [ 28 ]    |
| "C.L.U."                                                 | Daft Punk                                                               | Tron: Legacy (nhạc phim)                                    | 2010 | [ 20 ]    |
| "Computerized" (hợp tác với Jay-Z)                       | Không có thông tin                                                      | Không được phát hành                                        | —    | [ 14 ]    |
| "Contact"                                                | Daft Punk Stéphane Quême Garth Porter Tony Mitchell Daryl Braithwaite ‡ | Random Access Memories                                      | 2013 | [ 26 ]    |
| "Crescendolls"                                           | Daft Punk Dwight Brewster Aleta Jennings ‡                              | Discovery                                                   | 2001 | [ 21 ]    |
| "Da Funk"                                                | Daft Punk                                                               | Đĩa đơn                                                     | 1995 | [ 29 ]    |
| "Daftendirekt"                                           | Daft Punk                                                               | Homework                                                    | 1997 | [ 24 ]    |
| "Derezzed"                                               | Daft Punk                                                               | Tron: Legacy (nhạc phim)                                    | 2010 | [ 20 ]    |
| "Digital Love"                                           | Daft Punk Carlos Sosa George Duke ‡                                     | Discovery                                                   | 2001 | [ 21 ]    |
| "Disc Wars"                                              | Daft Punk                                                               | Tron: Legacy (nhạc phim)                                    | 2010 | [ 20 ]    |
| "Doin' It Right" (hợp tác với Panda Bear)                | Daft Punk Noah Lennox ‡                                                 | Random Access Memories                                      | 2013 | [ 26 ]    |
| "Drive Unreleased 1994"                                  | Daft Punk                                                               | Soma Records 20 Years (tuyển tập)                           | 2011 | [ 30 ]    |
| "Emotion"                                                | Daft Punk                                                               | Human After All                                             | 2005 | [ 27 ]    |
| "ENCOM, Part I"                                          | Daft Punk                                                               | Tron: Legacy (nhạc phim) (Phiên bản đặc biệt)               | 2010 | [ 28 ]    |
| "ENCOM, Part II"                                         | Daft Punk                                                               | Tron: Legacy (nhạc phim) (Phiên bản đặc biệt)               | 2010 | [ 28 ]    |
| "End of Line"                                            | Daft Punk                                                               | Tron: Legacy (nhạc phim)                                    | 2010 | [ 20 ]    |
| "Face to Face" (hợp tác với Todd Edwards)                | Daft Punk Todd Edwards ‡                                                | Discovery                                                   | 2001 | [ 21 ]    |
| "Fall"                                                   | Daft Punk                                                               | Tron: Legacy (nhạc phim)                                    | 2010 | [ 20 ]    |
| "Father and Son"                                         | Daft Punk                                                               | Tron: Legacy (nhạc phim) (Dành riêng cho iTunes)            | 2010 | [ 31 ]    |
| "Finale"                                                 | Daft Punk                                                               | Tron: Legacy (nhạc phim)                                    | 2010 | [ 20 ]    |
| "Flynn Lives"                                            | Daft Punk                                                               | Tron: Legacy (nhạc phim)                                    | 2010 | [ 20 ]    |
| "Fragments of Time" (hợp tác với Todd Edwards)           | Daft Punk Todd Edwards ‡                                                | Random Access Memories                                      | 2013 | [ 26 ]    |
| "Fresh"                                                  | Daft Punk                                                               | Homework                                                    | 1997 | [ 24 ]    |
| "Funk Ad"                                                | Daft Punk                                                               | Homework                                                    | 1997 | [ 24 ]    |
| "Get Lucky" (hợp tác với Pharrell Williams)              | Daft Punk Pharrell Williams Nile Rodgers ‡                              | Đĩa đơn                                                     | 2013 | [ 32 ]    |
| "Giorgio by Moroder"                                     | Daft Punk Giorgio Moroder ‡                                             | Random Access Memories                                      | 2013 | [ 26 ]    |
| "Give Life Back to Music"                                | Daft Punk Paul Jackson Jr. Nile Rodgers ‡                               | Random Access Memories                                      | 2013 | [ 26 ]    |
| "Harder, Better, Faster, Stronger"                       | Daft Punk Edwin Birdsong ‡                                              | Discovery                                                   | 2001 | [ 21 ]    |
| "High Fidelity"                                          | Daft Punk                                                               | Homework                                                    | 1997 | [ 24 ]    |
| "High Life"                                              | Daft Punk                                                               | Discovery                                                   | 2001 | [ 21 ]    |
| "Horizon"                                                | Daft Punk                                                               | Random Access Memories (phiên bản Nhật Bản)                 | 2013 | [ 26 ]    |
| "Human After All"                                        | Daft Punk                                                               | Human After All                                             | 2005 | [ 27 ]    |
| "I Feel It Coming" (The Weeknd hợp tác với Daft Punk)    | Abel Tesfaye Daft Punk Martin McKinney Henry Walter Eric Chedeville ‡   | Starboy                                                     | 2016 | [ 33 ]    |
| "Indo Silver Club"                                       | Daft Punk                                                               | Homework                                                    | 1996 | [ 24 ]    |
| "Indo Silver Club (Part One)"                            | Daft Punk                                                               |                                                             | 1996 |           |
| "Instant Crush" (hợp tác với Julian Casablancas)         | Daft Punk Julian Casablancas ‡                                          | Random Access Memories                                      | 2013 | [ 26 ]    |
| "Lose Yourself to Dance" (hợp tác với Pharrell Williams) | Daft Punk Pharrell Williams Nile Rodgers ‡                              | Random Access Memories                                      | 2013 | [ 26 ]    |
| "Make Love"                                              | Daft Punk                                                               | Human After All                                             | 2005 | [ 27 ]    |
| "Motherboard"                                            | Daft Punk                                                               | Random Access Memories                                      | 2013 | [ 26 ]    |
| "Musique"                                                | Daft Punk                                                               | Mặt B của "Da Funk"                                         | 1996 | [ 34 ]    |
| "Nightvision"                                            | Daft Punk                                                               | Discovery                                                   | 2001 | [ 21 ]    |
| "Nocturne"                                               | Daft Punk                                                               | Tron: Legacy (nhạc phim)                                    | 2010 | [ 20 ]    |
| "Oh Yeah"                                                | Daft Punk                                                               | Homework                                                    | 1997 | [ 24 ]    |
| "On/Off"                                                 | Daft Punk                                                               | Human After All                                             | 2005 | [ 27 ]    |
| "One More Time" (hợp tác với Romanthony)                 | Daft Punk Anthony Moore ‡                                               | Đĩa đơn                                                     | 2000 | [ 35 ]    |
| "Outlands"                                               | Daft Punk                                                               | Tron: Legacy (nhạc phim)                                    | 2010 | [ 20 ]    |
| "Outlands, Part II"                                      | Daft Punk                                                               | Tron: Legacy (nhạc phim) (Dành riêng cho iTunes)            | 2010 | [ 31 ]    |
| "Ouverture"                                              | Daft Punk                                                               | Daft Club                                                   | 2003 | [ 36 ]    |
| "Overture"                                               | Daft Punk                                                               | Tron: Legacy (nhạc phim)                                    | 2010 | [ 20 ]    |
| "Phœnix"                                                 | Daft Punk                                                               | Homework                                                    | 1997 | [ 24 ]    |
| "Prime Time of Your Life"                                | Daft Punk                                                               | Human After All                                             | 2005 | [ 27 ]    |
| "Recognizer"                                             | Daft Punk                                                               | Tron: Legacy (nhạc phim)                                    | 2010 | [ 20 ]    |
| "Rectifier"                                              | Daft Punk                                                               | Tron: Legacy (nhạc phim)                                    | 2010 | [ 20 ]    |
| "Reflections"                                            | Daft Punk                                                               | Tron: Legacy (nhạc phim) (Phiên bản đặc biệt)               | 2010 | [ 28 ]    |
| "Revolution 909"                                         | Daft Punk                                                               | Homework                                                    | 1997 | [ 24 ]    |
| "Rinzler"                                                | Daft Punk                                                               | Tron: Legacy (nhạc phim)                                    | 2010 | [ 20 ]    |
| "Robot Rock"                                             | Daft Punk Kae Williams ‡                                                | Human After All                                             | 2005 | [ 27 ]    |
| "Rock'n Roll"                                            | Daft Punk                                                               | Homework                                                    | 1997 | [ 24 ]    |
| "Rollin' & Scratchin'"                                   | Daft Punk                                                               | Mặt B của "Da Funk"                                         | 1995 | [ 37 ]    |
| "Round One"                                              | Daft Punk                                                               | Tron: Legacy (nhạc phim) (Phiên bản đặc biệt)               | 2010 | [ 28 ]    |
| "Sea of Simulation"                                      | Daft Punk                                                               | Tron: Legacy (nhạc phim) (dành riêng cho Amazon MP3)        | 2010 | [ 38 ]    |
| "Short Circuit"                                          | Daft Punk                                                               | Discovery                                                   | 2001 | [ 21 ]    |
| "Solar Sailer"                                           | Daft Punk                                                               | Tron: Legacy (nhạc phim)                                    | 2010 | [ 20 ]    |
| "Something About Us"                                     | Daft Punk                                                               | Discovery                                                   | 2001 | [ 21 ]    |
| "Starboy" (The Weeknd hợp tác với Daft Punk)             | Abel Tesfaye Daft Punk Martin McKinney Henry Walter Jason Quenneville ‡ | Starboy                                                     | 2016 | [ 33 ]    |
| "Steam Machine"                                          | Daft Punk                                                               | Human After All                                             | 2005 | [ 27 ]    |
| "Sunrise Prelude"                                        | Daft Punk                                                               | Tron: Legacy (nhạc phim) (dành riêng cho Nokia Music Store) | 2010 | [ 39 ]    |
| "Superheroes"                                            | Daft Punk Barry Manilow Marty Panzer ‡                                  | Discovery                                                   | 2001 | [ 21 ]    |
| "Teachers"                                               | Daft Punk                                                               | Homework                                                    | 1997 | [ 24 ]    |
| "Technologic"                                            | Daft Punk                                                               | Human After All                                             | 2005 | [ 27 ]    |
| "Television Rules the Nation"                            | Daft Punk                                                               | Human After All                                             | 2005 | [ 27 ]    |
| "The Game Has Changed"                                   | Daft Punk                                                               | Tron: Legacy (nhạc phim)                                    | 2010 | [ 20 ]    |
| "The Game of Love"                                       | Daft Punk                                                               | Random Access Memories                                      | 2013 | [ 26 ]    |
| "The Grid" (hợp tác với Jeff Bridges)                    | Daft Punk                                                               | Tron: Legacy (nhạc phim)                                    | 2010 | [ 20 ]    |
| "The New Wave"                                           | Daft Punk                                                               | Đĩa đơn                                                     | 1994 | [ 23 ]    |
| "The Son of Flynn"                                       | Daft Punk                                                               | Tron: Legacy (nhạc phim)                                    | 2010 | [ 20 ]    |
| "Too Long" (hợp tác với Romanthony)                      | Daft Punk Anthony Moore ‡                                               | Discovery                                                   | 2001 | [ 21 ]    |
| "Touch" (hợp tác với Paul Williams Jr.)                  | Daft Punk Christopher Paul Caswell Paul Williams Jr. ‡                  | Random Access Memories                                      | 2013 | [ 26 ]    |
| "Tron Legacy (End Titles)"                               | Daft Punk                                                               | Tron: Legacy (nhạc phim)                                    | 2010 | [ 20 ]    |
| "Veridis Quo"                                            | Daft Punk                                                               | Discovery                                                   | 2001 | [ 21 ]    |
| "Voyager"                                                | Daft Punk                                                               | Discovery                                                   | 2001 | [ 21 ]    |
| "WDPK 83.7 FM"                                           | Daft Punk                                                               | Homework                                                    | 1997 | [ 24 ]    |
| "Within"                                                 | Daft Punk Jason "Chilly Gonzales" Beck ‡                                | Random Access Memories                                      | 2013 | [ 26 ]    |